# Плућна ангиографија
Плућна ангиографија јесте један од радиолошка метода  која користи рендгенске зраке и специјалну боју (контрастно средство)  да би се видела унутрашњост артерија и проценило стања плућног васкуларног стабла које првимарно и секундарно утиче на срчане и несрчане поремећаје.
Плућна ангиографија требало би да буде резервисана за решавање тешких клиничких проблема. Одлука о обављању плућне ангиографије требало би да буде усклађена са квалитетом компјутеризоване  ангиографије   плућа (КАП); ако је налаз КАП негативан и крвни судови су добро приказани на субсегменталном нивоу, плућни ангиограм није потребан.

## Историја
Релативна неприступачност плућног стабла за физички преглед захтевала је његово испитивање другим средствима, пре свега радиолошким методама, међу којима спада и плућна ангиографија.   
Конвенционалну плућну ангиографију први су урадили 1931. године португалски пионири ангиографије Lopo de Carvalho, Egas Moniz и сарадници. Robb и Steinberg описали су плућну ангиографију коју су извели инфузијом периферног радиоконтраста.
Због повезаних ризика и зато што компјутеризована томографска ангиографија плућна нуди сличне или боље информације, директна плућна ангиографија се сада ретко изводи, осим код пацијената који могу бити подвргнути плућној емболектомији.

## Терминологија
Ангиограм или артериограм је рендгенски снимак крвних судова уз помоћконтрастног средства  који се ради да би се утврдило стање крвни судова код пацијената који имају проблеме.
Плућни ангиограм или артериограм  је рендгенски снимак  крвних судова плућа.

## Опште информације
Плућна ангиографија деценијама представља „златни стандард“ за потврду или искључивање плућне емболије, али се ретко изводи сада када мање инвазивна компјутеризована ангиографија нуди сличну дијагностичку тачност. У том смислу плућна ангиографија се уместо у дијагностике данас чешће користи у терапијске сврхе код акутне плућне емболије да би се катетер усмерио перкутаним водичем. 
За разлику од класичне ангиографије целокупна дигитална ангиографија захтева мање контрастног средства и има одличан квалитет слике за периферне крвне судове плућа код пацијената који могу да задрже дах (јер је мање корисна за снимање главних плућних артерија, због артефаката током срчаног кретања).
Дијагноза акутне плућне емболије заснива се на директним доказима тромба у две пројекције, било као дефекта пуњења или ампутације плућне артеријске гране. Тромби као веома мали 1-2 мм, у супсегментним артеријама могу бити визуелизовани дигиталном ангиографијом, али постоји значајна варијабилност међу посматрачима на овом нивоу. Индиректни знаци плућне емболије, као што су спори проток 13 контраста, регионалне хипоперфузије и касни или умањени плућни венски проток, не потврђују плућну емболију и стога нису од дијагностичког значаја. Милеров скор се може користити у квантификовању степена луминалне опструкције.
Хемодинамичка мерења треба увек евидентирати у току плућне ангиографије за процену тежине плућне емболије и зато што она могу предвидети алтернативне кардиопулмоналне поремећаје. Код пацијената са хемодинамичким компромисом, количину контрастног агенса треба смањити и избећи неселективну ињекцију.

## Техника
Плућна ангиографија се искључиво ради у болничким условима. Пре почетка теста, пацијент добија благи седатив који ће му помоћи да се опусти. Потом се пацијенту део тела, најчешће рука или препона,  дезинфекује и умртвљује локалним леком за утрнуће (анестетиком). На тако припремљеном месту радиолог убацује иглу или прави мали рез у зиду вене, кроз коју убацује  танку шупљу цев која се зове катетер. феморалну вену и кроз десну преткомору и комору до плућних артерија под флуороскопским надзором 
Катетер се пажљиво пласира кроз изабрану вену на нози или руци и кроз десну срчану преткомору и комору под флуороскопским надзором на крају убацује у плућну артерију, која води до плућа. Све време лакар може да прати рендгенске слике подручја на монитору  и да их користи као водич. Када је катетер постављен у плућну вену,  убризгава се контрастно средсто у катетер. Рендгенске слике се праве да би се видело како се контрастно средство креће кроз артерије плућа. Боја помаже у откривању било каквих блокада протока крви.
Све време теста лекар повремено прати пацијентов пулс , крвни притисак, дисање и електрокардиограм (ЕКГ) срца.
Након рендгенског снимања, игла и катетер се уклањају а вена а место убода се притиска  у трајању од 20 до 45 минута да би се зауставило крварење. Након тог времена, подручје се проверава и наноси се компресивни завој.
Ретко се током ове методе ординирају лекови, изузев ако је у плућима током поступка пронађен крвни угрушак.

## Ризици
Плућна ангиографија није без ризика. У студији од 1.111 пацијената, морталитет изазван овом  процедуром био је 0,5%. Главне нефаталне компликације јавиле су се у 1%, а мање компликације у 5% случајева. Ови ризици укључују:
- Алергијска реакција на контрастну боју
- Оштећење крвног суда приликом увођења игле и катетера
- Крвни угрушак путује до плућа, изазивајући емболију
- Прекомерно крварење или крвни угрушак на месту где је катетер уметнут, што може смањити доток крви у ногу
- Срчани удар или мождани удар
- Хематом (сакупљање крви на месту убода игле)
- Повреда нерава на месту пункције
- Оштећење бубрега контрастним средством
- Повреда крвних судова у плућима
- Крварење у плућима
- Искашљавање крви
- Респираторна инсуфицијенција

Већина смртних исхода догодила се код пацијената са хемодинамичким компромисом или респираторном инсуфицијенцијом. Ризик се повећава уколико је код пацијената са плућном емболијом, током  дијагностиковане плућне ангиографије покушана тромболиза која је условила појаву крварећих компликације.
Постоји ниска изложеност радијацији. Већина стручњака сматра да је ризик низак у поређењу са користима. Труднице и деца су осетљивији на ризик од рендгенских зрака.

## Методе
Радиолошких методе које се данас  најчећче користе за процену плућног стабла су:
- сцинтиграфија плућа,

- дигитална субтракциона ангиографија плућа (ДСАП),
- компјутеризована томографска ангиографија плућа (КТА)
- магнетне резонантна ангиографија плућа (МРАП).